# Kocaçimen, Kemaliye
Kocaçimen là một xã thuộc huyện Kemaliye, tỉnh Erzincan, Thổ Nhĩ Kỳ. Dân số thời điểm năm 2010 là 19 người.